# Calle de la Fortaleza
La calle de la Fortaleza es una arteria vial del casco histórico del Viejo San Juan, en Puerto Rico.
Al inicio de esta calle se encuentra la llamada Fortaleza o Palacio de Santa Catalina, y termina en la plaza Colón. Es una calle angosta en la cual hay desde oficinas de gobierno, hoteles, perfumerías, tiendas de artesanías, joyerías y restaurantes. Su continuación al este es la avenida Juan Ponce de León.
Es muy conocida, como el resto de las calles de la ciudad antigua, por haberse transformado en un importante centro turístico debido a su importancia histórica y cultural para la ciudad. En días de fiesta y actividades culturales es peatonal en toda o casi toda su extensión.

## Historia
Lo que al pueblo desde un principio le llamó la atención de esta arteria fue el edificio de la Fortaleza. La casa fuerte que cierra por el oeste la calle y que se mantiene altiva y firme sobre las aguas de la bahía de San Juan. En consecuencia, el camino que conduce a ella, el pueblo la nombró la Real Calle de la Fortaleza. 
La calle de la Fortaleza es la vía más antigua y de más antiguo nombre en la ciudad.
Como resultado de las protestas del verano del 2019, la exalcaldesa de la ciudad capital, Carmen Yulín Cruz, le cambió el nombre a «calle de la Resistencia». Algunos han adoptado ese cambio, esto luego de las protestas durante 14 días consecutivos como reclamo de la renuncia del exgobernador Ricardo Rosselló.

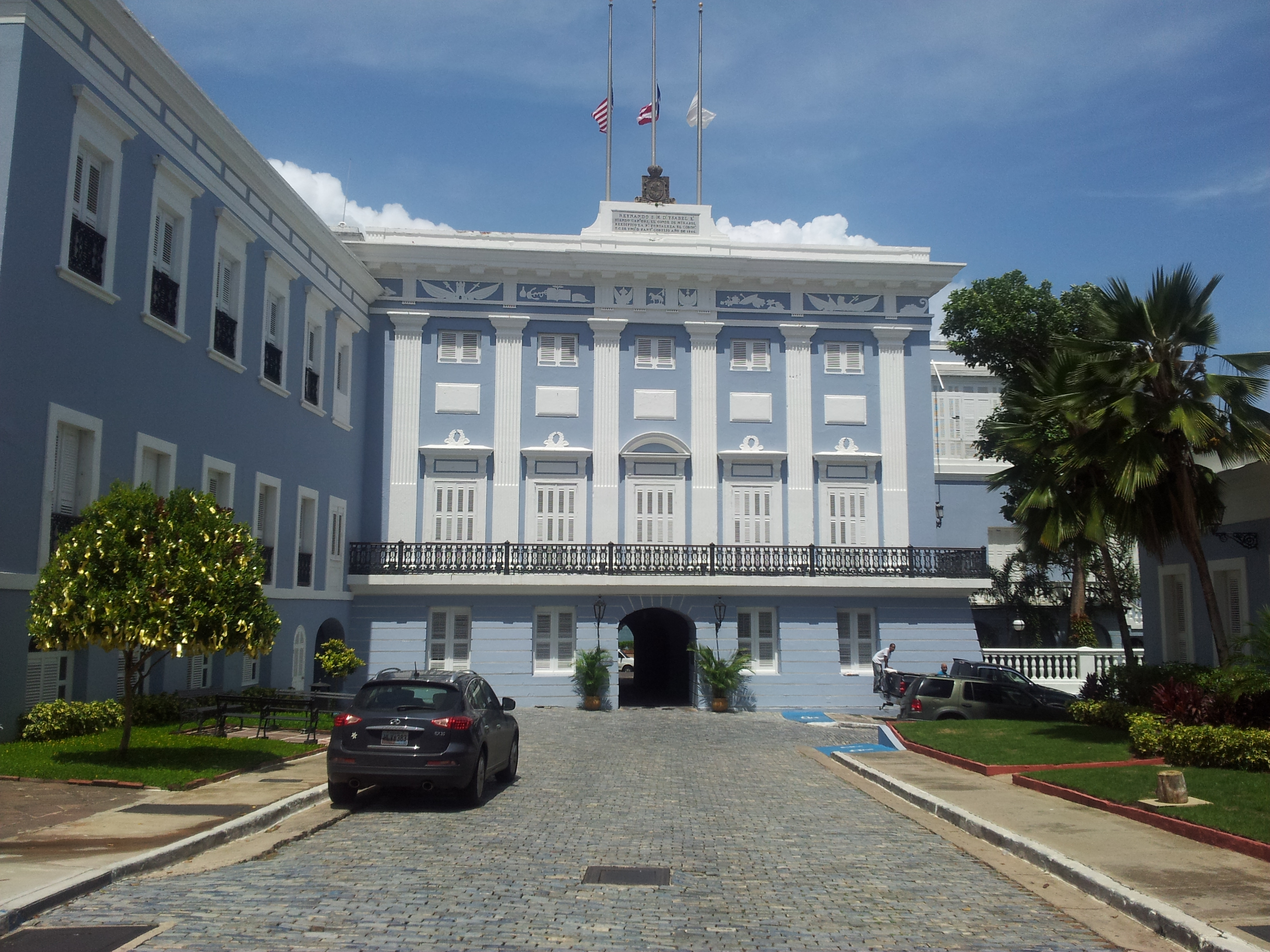
Entrada principal a la Fortaleza
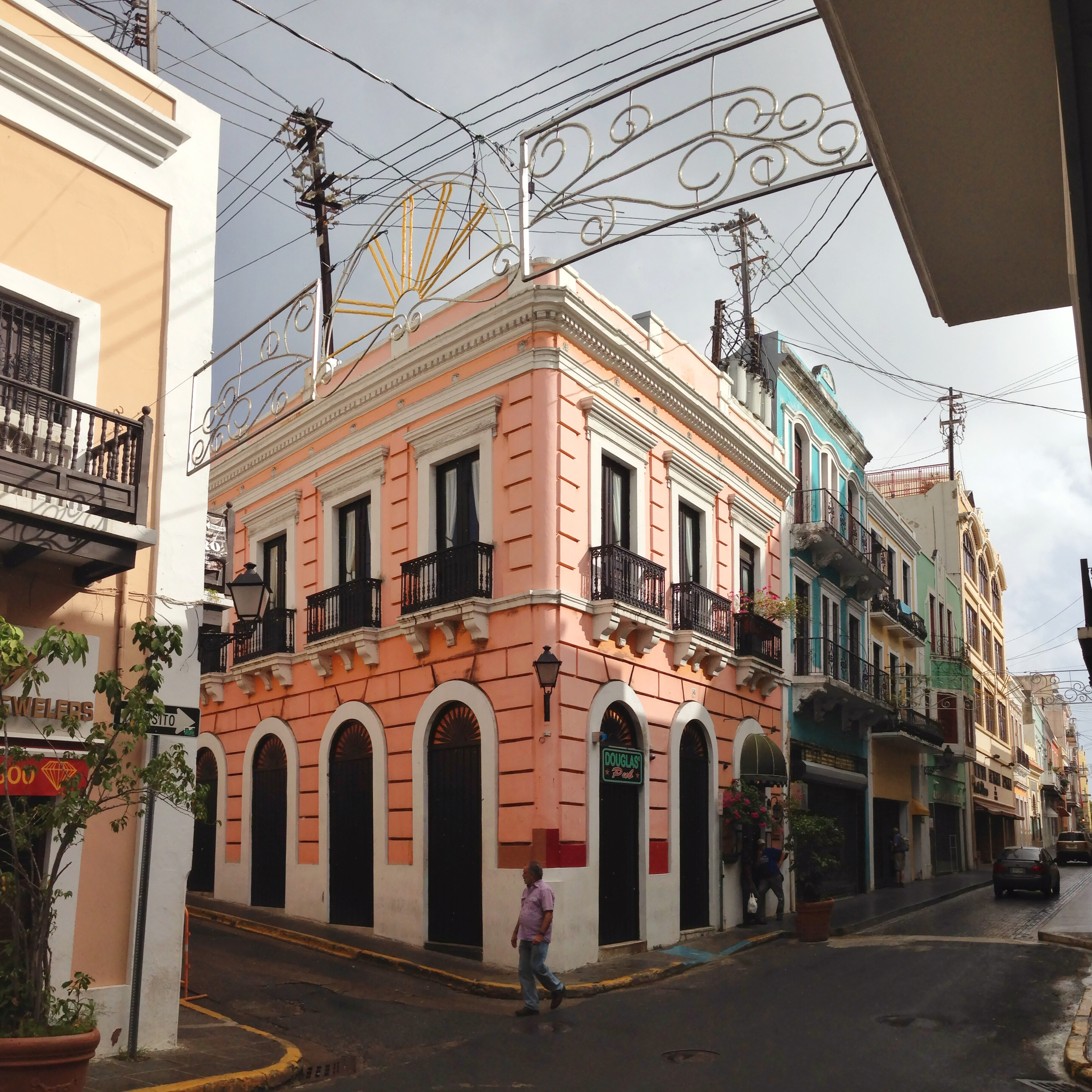
Edificios en la calle de la Fortaleza